# Zemská heraldika
Od křížových výprav, kterých se zúčastnily také královské rodiny z Evropy, se znaky zemí spojovaly s erby vládnoucí dynastie. Tuto praxi dnes zachovává pouze[zdroj?] Lichtenštejnsko kde je erb panovníka i znakem státním. Vymřel-li královský rod a na trůn dosedl král z jiného královského rodu, znak země již nový vládce neměnil, případně ho kombinoval se svým rodovým erbem. Erb královského rodu i znak státní je ve všech monarchiích v Evropě totožný. Při spojováních různých států vznikaly proto složité znaky, například v Německu, kdy saský rod Wettinů měl velice nepřehledný erb o mnoha polích.

## Typy zemských znaků
- Velký znak – obsahuje ve štítu pole všech oblastí a držav, měl štítonoše a jiné honosné kusy jako například královský stan nebo heslo.
- Střední znak – obsahuje znak na královském stanu se štítonoši a heslem a ve štítu znaky jen hlavních držav.
- Malý znak – obsahuje pouze znak královského rodu a maximálně hlavní země (jako například bylo u Rakouska-Uherska bylo Rakousko)